# Alberto Casas Santamaría
Alberto Casas Santamaría (Bogotá, 1944) es periodista, político y abogado colombiano.
Graduado de la Facultad de Jurisprudencia de la Universidad del Rosario. Se desempeñó como ministro de Comunicaciones, ministro de Cultura, embajador de Colombia en Venezuela, México y Serbia, diputado de la Asamblea de Cundinamarca, concejal de Bogotá, representante a la Cámara y senador de Colombia. Como periodista ha trabajado en W Radio, Caracol Radio, La FM, el periódico El Siglo y la Revista Diners.

## Biografía
Casas Santamaría es bachiller del Liceo de Cervantes y abogado de la Universidad del Rosario en Bogotá. A los veinte años, sin terminar aún su carrera profesional, fue nombrado Concejal de Bogotá. De 1966 a 1968 fue Diputado de la Asamblea de Cundinamarca. Una vez terminado su periodo como diputado, lanzó su candidatura a la Cámara de Representantes, pero fue derrotado. A sus 25 años fundó la agencia de Publicidad Atenas BBDO y poco después el noticiero 24 horas en compañía de Gabriel Melo. De 1978 a 1982 fue Representante a la Cámara y de 1982 a 1986 fue Senador de la República de Colombia. Por aquella época hizo parte del equipo de periodistas del programa de televisión Panorama en donde tuvo la oportunidad de entrevistar a diversos personajes de la vida nacional. Representó a Colombia ante la Asamblea de las Naciones Unidas y fue Embajador de Colombia en Venezuela y México.
El 7 de agosto de 1990 fue nombrado Ministro de Comunicaciones por el presidente César Gaviria Trujillo, permaneciendo un año en la cartera. En 1995 fue director del Noticiero Colombia 12:30. El 7 de agosto de 1998 fue invitado por el nuevo presidente Andrés Pastrana Arango para conformar su gabinete de gobierno como Ministro de Cultura, siendo el segundo funcionario en ocupar el cargo, después de Ramiro Osorio. Permaneció en el cargo hasta el 19 de agosto de 1999.
En 1996 se vinculó como periodista a La FM, emisora radial en la que permaneció siete años. En 2003 pasó a W Radio por invitación de su director Julio Sánchez Cristo. También fue parte de la mesa de trabajo del programa 6 AM a 9 AM de Caracol Radio. Ha sido columnista del periódico El Siglo, director de la Revista Diners y director de la Galería Diners.
El 13 de enero de 2002 falleció su esposa, la fotógrafa Ellen Riegner de Casas, con quien tuvo sus dos hijas Inés Elvira y Catalina. Tiene además cinco nietas. En 2014 se casó con la política y diplomática María Emma Mejía.